# پپه دیاز
په دیاز (انگلیسی: Pepe Díaz؛ زادهٔ ۲۰ آوریل ۱۹۸۰) بازیکن فوتبال اهل اسپانیا است.
از باشگاه‌هایی که در آن بازی کرده‌است می‌توان به باشگاه فوتبال کوردوبا و باشگاه فوتبال رئال اویدو اشاره کرد.